# Pontevedra (comarca)
Pontevedra è una comarca della Spagna, situata nella comunità autonoma di Galizia ed in particolare nella provincia di Pontevedra.